# Segretario generale del Partito Comunista del Vietnam
Il segretario generale del Partito Comunista del Vietnam (il cui nome completo è Segretario generale del Comitato Centrale del Partito Comunista del Vietnam, Tổng Bí thư Ban Chấp hành Trung ương Đảng Cộng sản Việt Nam in vietnamita) è la più alta carica nel PCV. La posizione era nota anche con il titolo di Primo Segretario tra il 1951 ed il 1976 mentre era la seconda carica più alta nel partito nel periodo in cui Ho Chi Minh ricoprì il ruolo di Presidente del partito tra il 1951 ed il 1969. Dopo la sua morte la posizione di Presidente è stata eliminata.
Il segretario generale è anche segretario della Commissione militare centrale, l'organo più importante del partito per quanto riguarda gli affari militari. Per un periodo della storia del Vietnam la carica di Segretario generale era sinonimo di leader del Vietnam.
Il segretario generale presiede il lavoro del Comitato centrale, dell'Ufficio politico, del Segretariato e coordina gli incontri tra i leader del partito.
Tô Lâm ricopre la carica dal 3 agosto 2024.

## Elenco dei segretari
Dal 1960 al 1976 la dicitura ufficiale era "Primo segretario"; prima e dopo questo lasso di tempo fu utilizzata l'espressione "Segretario generale":
| Presidente       | Mandato           | Mandato           |
| ---------------- | ----------------- | ----------------- |
| Presidente       | Dal               | Al                |
| Trần Phú         | 27 ottobre 1930   | 19 aprile 1931    |
| Lê Hồng Phong    | 31 marzo 1935     | 26 luglio 1936    |
| Hà Huy Tập       | 26 luglio 1936    | 30 marzo 1938     |
| Nguyễn Văn Cừ    | 30 marzo 1938     | 9 novembre 1940   |
| Trường Chinh     | 9 novembre 1940   | 1 settembre 1956  |
| Ho Chi Minh      | 1 novembre 1956   | 10 settembre 1960 |
| Lê Duẩn          | 10 settembre 1960 | 10 luglio 1986    |
| Trường Chinh     | 14 luglio 1986    | 18 dicembre 1986  |
| Nguyễn Văn Linh  | 18 dicembre 1986  | 27 giugno 1991    |
| Đỗ Mười          | 27 giugno 1991    | 29 dicembre 1997  |
| Lê Khả Phiêu     | 29 dicembre 1997  | 22 aprile 2001    |
| Nông Đức Mạnh    | 22 aprile 2001    | 19 gennaio 2011   |
| Nguyễn Phú Trọng | 19 gennaio 2011   | 19 luglio 2024    |
| Tô Lâm           | 3 agosto 2024     | in carica         |

## Presidente del Partito dei Lavoratori del Vietnam
La carica di presidente del partito venne creata nel 1951 e abolita nel 1969; l'unico uomo a ricoprirla fu Ho Chi Minh dal 19 febbraio 1951 al 2 settembre 1969.